# Jan Evangelista Chadt-Ševětínský
Jan Evangelista Chadt-Ševětínský (26. února 1860 Kubova Huť – 15. března 1925 Praha) byl český lesník, historik a autor článků a knih o lesnictví a myslivosti.

## Životopis
Chadt se narodil v myslivně na úpatí Boubína, kde byl jeho otec revírníkem. Studoval na škole v Ševětíně (podle té zvolil svůj literární přídomek) a v Albrechticích u Týna nad Vltavou. Absolvoval reálné gymnázium a lesnické a hospodářské učiliště v Písku a po složení státních lesnických zkoušek začal pracovat jako lesník u hlubockých Schwarzenbergů.

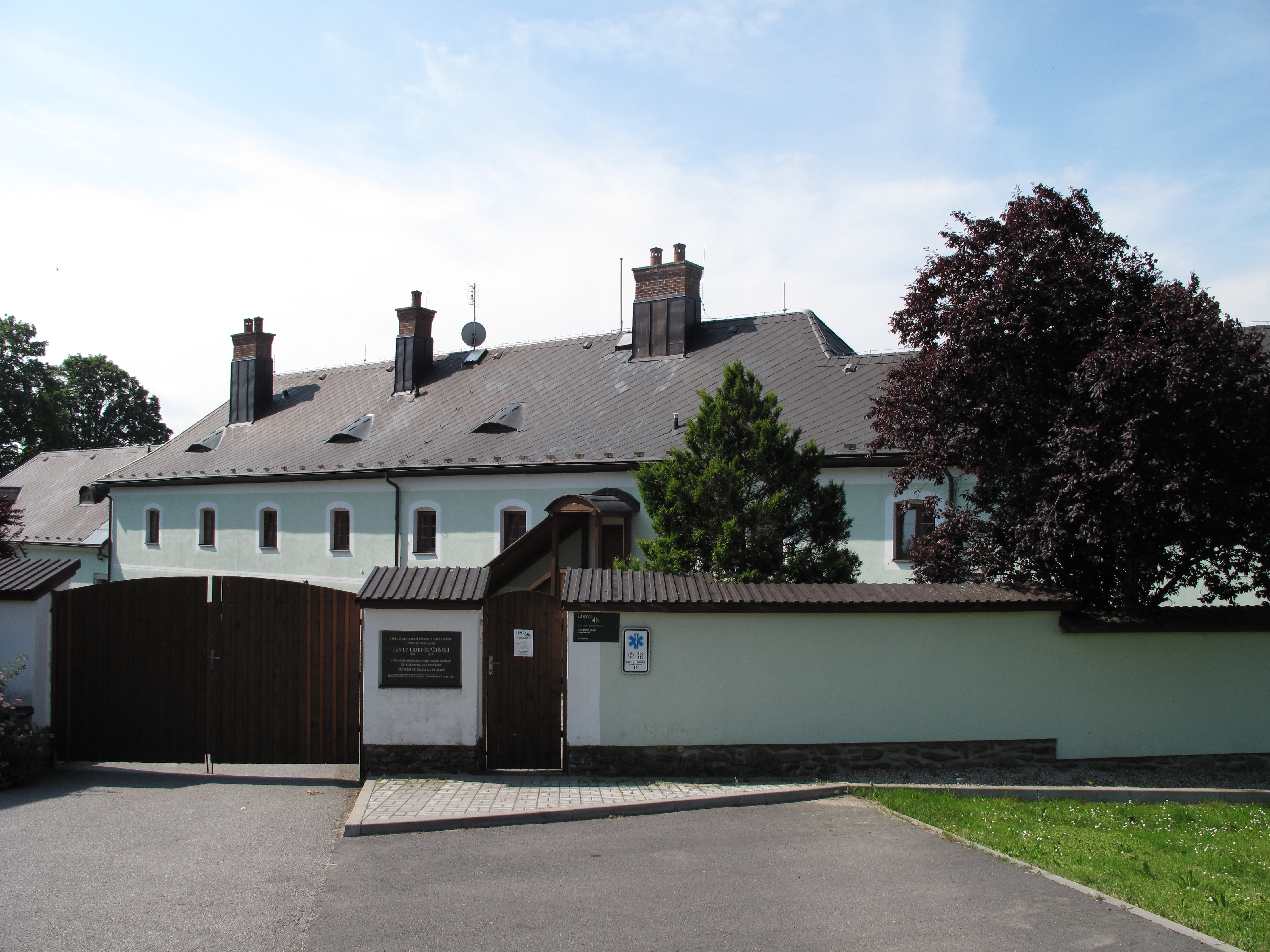
Bývala lesovna v Zátoni, kde Ševětínský působil v letech 1881–1882. Dnes sídlo Lesů České republiky

Jako adjunkt působil v Zátoni na panství Vimperk, v Kamýku na panství Lovosice, na šumavském Březníku na panství Dlouhá Ves, ke konci v ústřední účtárně v Třeboni a na lesním úřadě ve Vimperku. Roku 1897 byl jmenován revírníkem na šumavském polesí Rokytka, po pěti letech přeložen na lounské polesí Obora u Vinařic, kde sloužil jako menšinový kulturní pracovník. Roku 1920 mu obě tehdejší lesnické fakulty – pražská a brněnská – nabídly docenturu, Chadt přijal pražskou nabídku a po následující tři roky působil jako vrchní lesní správce a přednášející. V roce 1923 odešel na odpočinek a přestěhoval se do Krče u Prahy, aby dál přednášel dějiny lesů a myslivosti na lesnické fakultě.
Svůj volný čas věnoval studiu archivů a kronik. Už od mládí přispíval do lesnických, mysliveckých a etnografických časopisů. V jeho knize Průvodce do pralesa a na Boubín je poprvé zmíněna rezervace Boubín. V roce 1895 vydal knihu Dějiny lesů v Čechách vlastním nákladem. Její zaměření na lesnictví a myslivost je i tématem knihy Dějiny lovu a lovectví v Čechách, Moravě a ve Slezsku, kterou vydal v roce 1909 v Lounech, a obsáhlých Dějin lesů a lesnictví vydaných roku 1913 v Písku. Pod názvem České lesnické písemnictví zpracoval první soupis českých knih a časopisů. Za svou literární kariéru vydal 82 spisů z oborů lesnické a myslivecké vědy a na 500 odborných článků publikovaných v 46 časopisech nebo naučných slovnících.
Cennou se stala i jeho záliba v památných stromech: v roce 1899 publikoval první přehled památných stromů v Čechách, v roce 1908 vyšel jeho rozšířený soupis pod názvem Staré a památné stromy v Čechách, na Moravě a ve Slezsku v časopise Český lid zmiňující 165 stromů. V roce 1913 vyšlo v Písku doplněné vydání s popisy 320 stromů včetně 160 obrazů, tvoří také samostatnou část Dějin lesů a lesnictví.
Vysoká škola zemědělská v Brně (dnešní Mendelova univerzita v Brně) postavila Chadtovi pomník v tzv. Lesnickém Slavíně na školním lesním podniku Křtiny u Olomučan. Jméno Chadta nese památný Smrk J. E. Chadta v Lysické oboře a také jej nesl již pokácený Chadtův smrk.